# Manish Malhotra
Pour les articles homonymes, voir Malhotra.
Manish Malhotra (hindi : मनीष   मल्होत्रा), né le 2 février 1965 à Londres, est un styliste et costumier britannique travaillant en Inde. Il est le directeur artistique de la maison Manish Malhotra.

## Biographie

### Jeunesse
Manish Malhotra est né le 2 février 1965 à Londres, il est issu d'une famille d'origine indienne punjabi. Il est l'oncle du réalisateur et acteur Punit Malhotra.

### Carrière

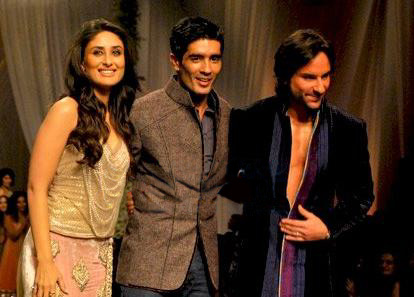
Saif Ali Khan et Kareena Kapoor défilant pour Manish Malhotra en 2010

La carrière de Manish Malhotra débute en 1995 lorsqu'il crée les costumes d'Urmila Matondkar pour Rangeela, film pour lequel il reçoit le Filmfare Awards du meilleur costumier en 1996. Sa carrière de couturier pour l'industrie de Bollywood est lancée.
Très vite il crée, avec un succès relatif, sa propre maison de prêt-à-porter, « Manish Malhotra ».
En parallèle, le couturier continue d'habiller bon nombre d'acteurs et d'actrices de Bollywood, ainsi il crée les costumes de Raja Hindustani, Dil To Pagal Hai, Kuch Kuch Hota Hai, Asoka, Ra.One et bien d'autres... Plus rarement, il travaille pour Kollywood (Sivaji, Endhiran).

## Filmographie
| Année | Film                                 | Acteurs |
| ----- | ------------------------------------ | --- |
| 1995  | Dilwale Dulhania Le Jayenge          | Kajol |
| 1995  | Rangeela                             | Urmila Matondkar |
| 1996  | Khamoshi: The Musical                | Manisha Koirala |
| 1996  | Raja Hindustani                      | Karisma Kapoor |
| 1997  | Gupt: The Hidden Truth               | Manisha Koirala et Kajol |
| 1997  | Koyla                                | Madhuri Dixit |
| 1997  | Dil To Pagal Hai                     | Madhuri Dixit et Karisma Kapoor |
| 1997  | Judaai                               | Sridevi et Urmila Matondkar |
| 1998  | Duplicate                            | Juhi Chawla |
| 1998  | Dushman                              | Kajol |
| 1998  | Satya                                | Urmila Matondkar |
| 1998  | Soldier (en)                         | Preity Zinta |
| 1998  | Kuch Kuch Hota Hai                   | Kajol et Rani Mukerji |
| 1999  | Dil Kya Kare                         | Kajol et Mahima Chaudhry |
| 2000  | Mela                                 | Twinkle Khanna |
| 2000  | Kaho Naa... Pyaar Hai                | Amisha Patel |
| 2000  | Hamara Dil Aapke Paas Hai            | Aishwarya Rai |
| 2000  | Mohabbatein                          | Shahrukh Khan |
| 2001  | Ek Rishtaa                           | Karisma Kapoor et Juhi Chawla |
| 2001  | Dhadkan                              | Shilpa Shetty |
| 2001  | Asoka                                | Kareena Kapoor |
| 2001  | Kabhi Khushi Kabhie Gham             | Kajol, Kareena Kapoor, Jaya Bachchan et Rani Mukerji                                                                                              |
| 2002  | Haan Maine Bhi Pyaar Kiya            | Karisma Kapoor |
| 2003  | Talaash: The Hunt Begins...          | Kareena Kapoor |
| 2003  | Main Prem Ki Diwani Hoon             | Kareena Kapoor |
| 2003  | Kal Ho Naa Ho                        | Jaya Bachchan et Preity Zinta |
| 2004  | Main Hoon Naa                        | Sushmita Sen |
| 2004  | Chameli                              | Kareena Kapoor |
| 2005  | Bewafaa                              | Kareena Kapoor et Shamita Shetty |
| 2006  | Chup Chup Ke                         | Kareena Kapoor |
| 2006  | Fanaa                                | Kajol |
| 2006  | Kabhi Alvida Naa Kehna               | Amitabh Bachchan, Shahrukh Khan, Rani Mukerji, Preity Zinta, Abhishek Bachchan et Kirron Kher                                                     |
| 2007  | Sivaji (film tamoul)                 | Rajinikanth, Shriya Saran, Nayantara, Vivek |
| 2007  | Laaga Chunari Mein Daag              | Konkona Sen Sharma |
| 2007  | Aaja Nachle                          | Madhuri Dixit |
| 2007  | Om Shanti Om                         | Shahrukh Khan, Deepika Padukone, Shreyas Talpade, Arjun Rampal, Kirron Kher                                                                       |
| 2008  | U, Me Aur Hum                        | Kajol |
| 2008  | Tashan                               | Kareena Kapoor |
| 2008  | Dostana                              | Priyanka Chopra et Shilpa Shetty |
| 2009  | Blue                                 | Kylie Minogue |
| 2009  | Kurbaan                              | Kareena Kapoor |
| 2009  | 3 Idiots                             | Kareena Kapoor |
| 2010  | My Name is Khan                      | Kajol et Shahrukh Khan |
| 2010  | We Are Family                        | Kajol et Kareena Kapoor |
| 2010  | I Hate Luv Storys                    | Sonam Kapoor et Imran Khan |
| 2010  | Enthiran (film tamoul)               | Aishwarya Rai |
| 2011  | Bodyguard                            | Kareena Kapoor |
| 2011  | Ra.One                               | Kareena Kapoor et Shahrukh Khan |
| 2012  | Agneepath                            | Priyanka Chopra |
| 2012  | Ek Main Aur Ekk Tu                   | Kareena Kapoor et Imran Khan |
| 2012  | Agent Vinod                          | Kareena Kapoor |
| 2012  | Dangerous Ishq                       | Karisma Kapoor |
| 2012  | Héroïne                              | Kareena Kapoor |
| 2012  | Jab Tak Hai Jaan                     | Katrina Kaif et Anushka Sharma |
| 2013  | Yeh Jawaani Hai Deewani              | Deepika Padukone et Kalki Koechlin |
| 2013  | Krrish 3                             | Priyanka Chopra et Kangana Ranaut |
| 2013  | Chennai Express                      | Deepika Padukone |
| 2013  | Gori Tere Pyaar Mein                 | Kareena Kapoor et Imran Khan |
| 2013  | R... Rajkumar                        | Sonakshi Sinha |
| 2013  | Once Upon ay Time in Mumbai Dobaara! | Akshay Kumar, Sonakshi Sinha et Imran Khan |
| 2013  | Bombay Talkies                       | Madhuri Dixit, Karisma Kapoor, Juhi Chawla, Rani Mukerji, Sridevi, Priyanka Chopra, Vidya Balan, Kareena Kapoor, Sonam Kapoor et Deepika Padukone |
| 2014  | 2 States                             | Alia Bhatt |
| 2014  | Badtameez Dil                        | Kareena Kapoor |
| 2014  | Happy New Year                       | Deepika Padukone, Shah Rukh Khan, Abhishek Bachchan, Sonu Sood, Boman Irani, Vivaan Shah et Jackie Shroff                                         |
| 2015  | Puli                                 | Sridevi |
| 2015  | Detective Byomkesh Bakshy!           | Swastika Mukherjee et Divya Menon |
| 2015  | Bajrangi Bhaijaan                    | Kareena Kapoor |
| 2016  | Ae Dil Hai Mushkil                   | Anushka Sharma, Aishwarya Rai Bachchan et Lisa Haydon et un caméo                                                                                 |
| 2016  | Ki & Ka                              | Kareena Kapoor et Jaya Bachchan |
| 2016  | Fitoor                               | Tabu |
| 2016  | Dishoom                              | Jacqueline Fernandez |
| 2017  | Badrinath Ki Dulhania                | Alia Bhatt |
| 2017  | Mom                                  | Sridevi |
| 2017  | Judwaa 2                             | Jacqueline Fernandez et Taapsee Pannu |
| 2018  | Race 3                               | Jacqueline Fernandez et Daisy Shah |
| 2018  | Baaghi 2                             | Jacqueline Fernandez "Ek Do Teen") |
| 2018  | Dhadak                               | Janhvi Kapoor |
| 2018  | Loveyatri                            | Warina Hussain |
| 2018  | Fanney Khan                          | Aishwarya Rai Bachchan |
| 2018  | Thugs of Hindostan                   | Katrina Kaif |
| 2019  | Kalank                               | Madhuri Dixit, Sonakshi Sinha, Alia Bhatt, Varun Dhawan, Aditya Roy Kapur, Sanjay Dutt, Kiara Advani et Kriti Sanon                               |
| 2019  | Student of the Year 2                | Tiger Shroff, Tara Sutaria, Ananya Panday et Alia Bhatt                                                                                           |
| 2020  | Ghost Stories                        | Mrunal Thakur |
| 2021  | Radhe                                | Disha Patani et Sapna Pabbi |

## Récompenses
- 1995 - Filmfare Award pour les meilleurs costumes - Rangeela